# Torre Mapfre
Torre Mapfre – wieżowiec znajdujący się w Barcelonie. Jego wysokość wynosi 154 metry, liczy 40 kondygnacji. Budynek otwarto w 1992 roku.